# Sokotra (muhafaza)
Sokotra (arab. سقطرى) – jedna z 21 muhafaz w Jemenie, znajdująca się na południu kraju. Według przewidywań na rok 2017 liczyła ok. 65 tys. mieszkańców.
W skład prowincji wchodzi 6 wysp leżących na Oceanie Indyjskim, oddalonych ok. 350 km od Półwyspu Arabskiego:
- Sokotra
- Darsa
- Samha
- Abd al-Kuri
- Sial Abd al-Kuri
- Sial Socotra

Do 2013 roku Sokotra wchodziła w skład muhafazy Hadramaut, ale ze względu na odległość od głównej części kraju, Sokotrę ustanowiono nową prowincją.

## Podział administracyjny
Sokotra jest podzielona na 2 dystrykty:
- Hadibo
- Qalansiya i Abdulkuri